# فوينسانتا دي مارتوس
بلدية فوينسانتا دي مارتوس (بالإسبانية: Fuensanta de Martos) هي بلدية تقع في مقاطعة خاين التابعة لمنطقة أندلوسيا جنوب إسبانيا.

## الديموغرافيا
بلغ عدد سكان بلدية فوينسانتا دي مارتوس 3.236 نسمة عام 2011 (وفقاً للمعهد الوطني للإحصاء الإسباني).
| 3.391 | 3.372 | 3.298 | 3.312 | 3.328 | 3.286 | 3.236 |